# Microrregión de Oliveira
La microrregión de Oliveira es una de las microrregiones del estado brasileño de Minas Gerais perteneciente a la Mesorregión del Oeste de Minas. Su población fue estimada en 2006 por el IBGE en 126.986 habitantes y está dividida en nueve municipios. Posee un área total de 4.036,524 km². Su ciudad más grande es Oliveira, que posee más de un tercio de toda la población de la microrregión (cerca de 43.000 habitantes).

## Municipios
- Bom Sucesso
- Carmo da Mata
- Carmópolis de Minas
- Ibituruna
- Oliveira
- Passa Tempo
- Piracema
- Santo Antônio do Amparo
- São Francisco de Paula

- Datos: Q2161060